# Kult (film 2006)
Kult (ang. The Wicker Man) – horror koprodukcji amerykańsko-niemiecko-kanadyjskiej z 2006 roku w reżyserii Neila LaBute, w którym główne role grają Nicolas Cage oraz Ellen Burstyn. Film jest remakiem brytyjskiego filmu z 1973 roku, będącego z kolei adaptacją powieści Anthony’ego Shaffera.

## Opis fabuły
Na listowną prośbę swojej byłej narzeczonej Willow Woodward (Kate Beahan) szeryf Edward Malus (Cage) rozpoczyna śledztwo w sprawie zaginięcia dziewczynki – jej córki Rowan – i wyjeżdża do małej amerykańskiej miejscowości na wyspie u północno-zachodniego wybrzeża Stanów Zjednoczonych. Miejscowość tę zamieszkuje społeczeństwo matriarchalne. Kobiety są nastawione do przybyłego wrogo. Nieliczni mężczyźni są cisi i małomówni. Jak się wkrótce okazuje mieszkańcy są wyznawcami tajemniczego pogańskiego kultu i uprawiają związane z nim praktyki.

## Role
| Aktor            | Rola                          |
| ---------------- | ----------------------------- |
| Nicolas Cage     | Szeryf                        |
| Ellen Burstyn    | Lady Summersisle              |
| Erika-Shaye Gair | Rowan                         |
| Paul Becker      | Pszczelarz                    |
| Frances Conroy   | Willow                        |
| Michael Wiseman  | Pete                          |
| Leelee Sobieski  | Honey                         |
| Kate Beahan      | Willow Woodward               |
| Molly Parker     | Siostra Rose / Siostra Thorne |
| Christa Campbell | Donna                         |
| Diane Delano     | Siostra Beech                 |
| Tania Saulnier   | Pomocnica #1                  |
| Sophie Hough     | Daisy                         |